# Бадр ед-Дін Махмут
Бадр ед-Дін Махмут (тур. Bedreddin Mahmud Bey; д/н — 1300) — 4-й бей Караманідів в 1300—1308 роках. Відомий також як Махмуд-бей.

## Життєпис
Син Караман-бея. Дата народження невідома. Ймовірно у 1293 році брав участь у поході на місто Алайя, що було важливим портом. У 1277 році отримав ікту Іч-іль, визнавши зверхність мамлюкського султана Бейбарса. Останній ймовірно нагородив Махмута за звитягу у війні проти Держави Хулагуїдів.
1288 року після поразки Караманідів від монголів визнав владу султана Масуда II.1293 році брав участь (за іншими відомостями очолив) в поході на Алайю, яку також бажав захопити Генріх II, король Кіпру. Втім місто дісталося Караманідам. Тут було утворено напівнезалежний бейлік, де правителем став небіж Махмута з таким самим ім'ям або сам Махмут. В останньому випадку на той час він мав почесне ім'я Меджм ед-Дін й отримав Алайю в якості ікти.
1300 року після смерті брата Гюнері став новим правителем бейліка Караманідів, взявши почесне ім'я Бадр ед-Дін. Продовжив боротьбу проти Румського султанату і монголів. Цьому сприялаборотьба між різними султанами за трон. 1308 року намагався скористатися загибеллю султана Масуда III і захопити Конью, але зазнав поразки від монгольського нойона і загинув. Йому спадкував син Яхші-хан. Молодший син Юсуф отримав Алайю встатусі бейліка. Цим було закладено розпад бейліка Караманідів.